# Tomás Godoy Cruz
Tomás Godoy Cruz (Mendoza, 6 marzo 1791 – Mendoza, 15 maggio 1852) è stato un politico argentino.

## Biografia
Dopo essersi laureato in Filosofia, Canoni e Leggi presso la Real Universidad de San Felipe di Santiago del Cile, nel 1814 Godoy Cruz rientrò nella sua città natale e aprì una polveriera. L'anno successivo fu scelto, assieme a Juan Agustín Maza, per rappresentare la provincia di Mendoza nel Congresso di Tucumán che sancì l'indipendenza delle Province Unite del Río de la Plata. Quando l'assemblea di trasferì a Buenos Aires, Godoy Cruz ne fu eletto presidente. Successivamente collaborò con José de San Martín per la costituzione dell'Esercito delle Ande, che finanziò personalmente.
Il 3 luglio 1820 Godoy Cruz fu nominato governatore della provincia di Mendoza, incarico che ricoprì sino al 21 gennaio 1822. Durante il suo mandato fece fucilare il condottiero montonero cileno José Miguel Carrera. Nell'aprile 1830 fu nuovamente nominato governatore della provincia, questa volta ad interim.
Con l'avanzare nella provincia delle forze federali fedeli al caudillo Facundo Quiroga, Godoy Cruz fuggì in esilio nel vicino Cile dove si dedicò alla bachicoltura e all'insegnamento. Rientrò in patria sotto la protezione del nuovo governatore José Félix Aldao.

## Omaggi
La città di Godoy Cruz, oggi di fatto un sobborgo di Mendoza, è stata intitolata alla memoria di Tomás Godoy Cruz.
| Controllo di autorità | VIAF (EN) 225235706 · ISNI (EN) 0000 0003 8536 8922 · LCCN (EN) n92037958 |